# 강규찬
강규찬(姜奎燦, 1874년 ∼ 1945년)은 대한민국의 목사이며 교육자이다.
평안북도 선천에서 출생하였다. 예수교장로회 선교부가 경영하는 선천 신성중학교(信聖中學校)에서 봉직하면서, 민족정신을 함양하는 교육자로 활동하였다. 그때 백낙준(白樂濬)·박형룡(朴亨龍)·정석해(鄭錫海) 등이 그의 가르침을 받았다. 1911년 105인 사건에 연루되어 이승훈·양전백 등과 함께 투옥, 2년간의 옥고를 치렀다.
출감 뒤 복직되기는 하였으나, 일본경찰의 심한 감시 때문에 1914년 사임하고, 선천북교회 전도사로 일했다.
1917년 평양 장로회신학교를 졸업하고 평양 산정현교회(山亭峴敎會) 목사가 되어 1936년까지 일했다.
3·1운동이 일어나자 평양일대의 거사를 위해 주도적 구실을 하였으며, 숭덕학교 교정에서 독립선언서를 낭독하고 격려연설을 하여 일본경찰에 체포, 다시 2년간 복역하였다. 그 뒤 선천 봉동교회 등에서 일하다가 1945년 4월에 별세하였다.